# Mito de Er

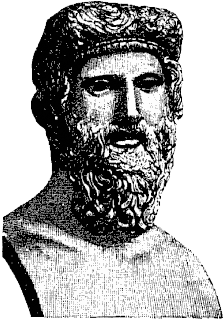
Platón.

El mito de Er es una leyenda o creencia sobre las realidades últimas, es decir las postrimerías de la muerte (escatología), con la que finaliza la República de Platón. La historia incluye el sistema del cosmos y la vida del más allá y durante muchos siglos tuvo una gran influencia en el pensamiento religioso, filosófico y científico.
El «mito de Er» ocupa los últimos párrafos de la República de Platón. Se desprende de la reflexión previa que Sócrates y Glaucón formulan sobre el mérito de la justicia entre los hombres y especialmente ante los dioses, la virtud como bien del alma (por contrapartida el vicio como mal y corrupción de la misma) y la inmortalidad de esta última. Este mito es puesto por el autor en boca de Sócrates y relata la historia de un soldado de Panfilia llamado Er, hijo de Armenio, que, muerto en la guerra, es resucitado por los dioses al cabo de doce días de su deceso, para contar a los vivos el destino de las almas después de la muerte. Las ideas centrales que refiere la narración son: la inmortalidad del alma, la existencia de premios y castigos expiatorios en un plano escatológico, la armonía entre libertad y destino, la sabiduría y la justicia como virtud (ἀρετή= areté), la armonía del cosmos, la atingencia de los dioses con las elecciones humanas y la transmigración. Puede ser vinculado con otros mitos platónicos como los presentes en Fedón, Fedro y Gorgias por tratar el asunto del alma separada del cuerpo y su destino después de la muerte; Stewart lo considera como «el mayor de los Mitos Escatológicos de Platón, sea que se considere la completitud de su materia o el esplendor de su forma».
El mito de Er, guerrero de Panfilia, podría ser una elaboración de Platón. El filósofo toma prestados elementos clave de las tradiciones órficas y pitagóricas y las implementa con libertad. Es posible que el nombre de Er (en idioma griego: Ἤρ, gen.: Ἠρός; hijo de Ἀρμένιος - Armenios de Panfilia) lo tomase de alguna vieja leyenda, ya que se ha encontrado el mismo nombre en un consejo de Zoroastro.
La historia comienza cuando Er muere en batalla. Cuando los cuerpos de aquellos que han muerto en la batalla son recogidos, diez días después de su muerte, el cuerpo de Er permanece sin descomponerse. Dos días más tarde, revive cuando está en la pira funeraria. Habla entonces de su viaje al más allá, da cuenta de la reencarnación y de las esferas celestes del plano astral.
El cuento introduce la idea de que las personas morales son recompensadas y las inmorales son castigadas después de su muerte. El procedimiento habitual era que cada alma pagase sucesivamente, por cada una de las injusticias cometidas. Las interpretaciones referentes al número de años necesarios son dispares, pero hay consenso en que cada una de las penas se pagaba en cien años, resultando, por tanto, unos mil años totales (diez veces cien).
Cuenta cómo su alma había salido de su cuerpo y viajado con otras muchas hasta llegar a un lugar maravilloso, donde se veían dos abismos en la tierra, próximos uno al otro, y dos pasillos que conducían al «cielo» enfrente de aquellos.
Habla de que había llegado a la «Llanura del río Lete (‘olvido’)», que es cruzada por el río Ameles (‘descuidado’). Y aunque Er no había tenido que beber del Lete, desconocía cómo su alma había regresado a su cuerpo y cuando se despertó, se encontró vivo, sobre la pira funeraria.

## El relato
La primera parte del mito (614b-615d) ilustra un plano inicial del periplo de las almas que han abandonado el cuerpo. En él se observa cómo la multitud es discriminada por unos jueces y sentenciada a transitar dos caminos: uno hacia el cielo, ordenado a los justos, otro que se introduce en la tierra que recibe a los culpables de injusticia. Se dice que el primero es un lugar de dicha y belleza, en tanto que en el segundo abundan los padecimientos. Se comenta aquí también que existe una proporción entre cada obra buena y cada obra mala, en tanto que las unas son recompensadas diez veces y las otras diez veces expurgadas. Se insiste en la maldad de la tiranía y se pormenoriza además que más gravemente sancionados son los delitos de impiedad con los padres o con los dioses y el homicidio a mano armada.
El texto continúa detallando un poco más la situación de las almas que, encontradas culpables de injusticia, eran conducidas por el lugar subterráneo o Tártaro (615e-616a). Aquí refiere Sócrates que las almas son custodiadas en su expiación por seres terroríficos; aparece la propia abertura del antro infernal que, consciente de perversidad y de las penas por cumplir, rechaza aquellos que osan el intento de abandonar ese plano con un mugido horrible. Junto con ella se habla de unos hombres salvajes de aspecto ígneo que desuellan y desgarran con cardos a sus custodiados.

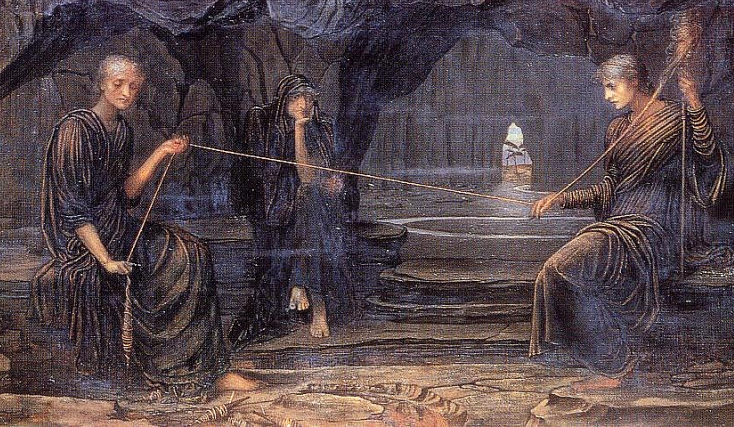
Las Moiras Cloto, Lachesis y Atropos.

Una vez que se ha concluido con la pena (o con la recompensa), las almas, según procede el mito, llegan (transcurridos unos doce días) a una corte fabulosa reunida en torno al huso de la Ananké= Necesidad. El mito figura que por medio de este huso quedan concatenados en su movimiento los astros y el mundo sublunar en una armonía cósmica. Junto con la Necesidad aparecen otros personajes míticos: ocho sirenas acompañan con su canto la escena, mientras que las Moiras (Láquesis, Cloto y Átropos), presentadas aquí como hijas de la Necesidad (Ἀνάγκη), mantienen en movimiento el huso (616b-617c).
Lo siguiente en el texto es el relato del sorteo y elección de los hados (617d-620e). Se introduce por un breve discurso de Láquesis (único en todo el relato) advirtiendo la independencia de las condiciones sorteadas respecto de la participación en la virtud y la responsabilidad absoluta del hombre en sus elecciones. Aparece también otro personaje: un emisario o adivino cuyo rol es el de guiar a las almas (psicopompo) durante el proceso. Se sigue una extensa ejemplificación de la variedad que cabe a las fortunas particulares: venturas y desventuras, mendicidad y riqueza, vigor y debilidad física, salud, enfermedad, mando, obediencia, etc. Sócrates expresa un patetismo notable presente en esa escena. Se dan varios casos: el de quien en su vida pasada obró sin injusticia por provenir de una ciudad justa y optó por una terrible tiranía (dice el texto por carecer de filosofía), por otro lado están los que pagaron en el Tártaro y optaban con mayor seriedad a causa de sus padecimientos. También se ilustra con el ejemplo de algunos héroes griegos como Agamenón y Orfeo que por odio a la humanidad y a las mujeres optan por la vida del águila y del cisne, o Ulises que por las fatigas de su viaje decide asumir la condición de hombre común y sin fama o ambición.
Dice el mito que para efectuar su elección contaban con un cierto tiempo, concluido el cual se prosigue a los dos hechos finales que experimentaban las almas antes de su nuevo ciclo. El narrador prosigue acerca de cómo el hado o démon elegido es establecido como guardián de la vida por iniciar. Esto queda dispuesto irremisiblemente por el hilar de las Moiras en el huso de la Necesidad. El siguiente paso es la marcha de las almas por el campo del Olvido bajo un calor abrasador. Esto las fuerza a beber del río que por allí discurre, llamado de la Despreocupación, aunque al hacerlo olvidaban todas las cosas. Finalmente se cuenta que acampando allí, llegada la medianoche, con un trueno y un temblor, las almas son llevadas a sitio para su nuevo nacimiento. Er, impedido de beber del río, simplemente contó que una vez acontecido esto de pronto se vio en su cuerpo sobre la pira (620e-621b).
En un epílogo final (621c-621d), Sócrates amonesta a Glaucón a tener presente la enseñanza del mito, en tanto que por no caer en el olvido «se salvó el relato y no se perdió, y también podrá salvarnos a nosotros si le hacemos caso», puesto que «si me creéis a mí, teniendo al alma por inmortal y capaz de mantenerse firme ante todos los males y todos los bienes, nos atendremos siempre al camino que va hacia arriba y practicaremos en todo sentido la justicia acompañada de sabiduría, para que seamos amigos entre nosotros y con los dioses, mientras permanezcamos aquí y cuando nos llevemos los premios de la justicia, tal como los recogen los vencedores. Y, tanto aquí como en el viaje de mil años que hemos descrito, seremos dichosos».

## El mito y su carácter ético
La centralidad de la reflexión se ve ocupada en este mito por la crítica que Platón realiza sobre las acciones humanas, particularmente focalizando el punto de que la justicia es el bien para el alma (trama que se mantiene más o menos explícita a lo largo de todo el diálogo). Esta identidad se ve expresada en 618e: «...el modo de vida mejor o el peor, mirando a la naturaleza del alma, denominando 'el peor' al que la vuelva más injusta, y 'mejor' al que la vuelva más justa». Junto con esto se desarrollan en el mito otras ideas de carácter moral, que permiten perfilar las concepciones platónicas acerca de la virtud.
Un elemento tópico de las doctrinas morales de este pensador, es la vinculación de la virtud con una determinada sabiduría. El ejercicio de la ἀρετή está trabado con un conocimiento que los hombres deben cultivar. Hacia el final del texto se remarca este vínculo «practicaremos en todo sentido la justicia acompañada de sabiduría» (621c). Por otro lado, recurre el filósofo con frecuencia a explicar el desatino moral por causa de la falta de sabiduría, por ejemplo en ese hombre que se dice que optó por la tiranía desgraciada aun cuando había «...tomado parte en la excelencia, pero por hábito y sin filosofía» (619d). Cabe aclarar que, si bien el mito se hace referencia a la sabiduría (σοφία,φιλο-σοφία), Grube apunta que el intelectualismo ético de Platón (manifestado en la paradoja «nadie peca voluntariamente») abarca otros grados de conocimiento. «Mientras que continúa siendo imposible ser sabio sin ser bueno,resulta posible ser bueno sin ser sabio, al establecerse una distinción entre conocimiento y opinión o creencia acertada. Aunque esta última no ofrece garantía de permanencia y es incapaz de dar explicación de sí misma, cabe basar en ella una conducta buena».
Guthrie advierte que la mención de la elección de las formas de vida (ausente en otras narraciones platónicas de tipo escatológico) tiene el carácter de «moraleja». Jaeger por su parte apunta que en este punto se destaca la necesidad que es puesta en la educación o παιδεία: «...debe esforzarse (el hombre o el filósofo) en adquirir el saber que le capacita para realizar esa elección, sin preocuparse de ninguna otra cosa. Este punto de vista esclarece definitivamente lo que es la paideía. La extraordinaria seriedad con que Platón concibe este problema y lo convierte en el único asunto que verdaderamente domina toda la existencia del hombre, se expresa en el postulado de que el hombre debe prepararse en esta vida con todas sus fuerzas para poder realizar la elección».
Por su parte Goldschmidt reconoce que el mito expone la supremacía de la sabiduría aún por sobre la forma de vida electa, es decir que el bien de la virtud no se limita a una elección, sino que ya perfila ese carácter de actualidad duradera (que luego con Aristóteles asumirá la forma de hábito). «El futuro del mito traduce nuestra condición presente; la virtud, ese 'único necesario', no se adquiere ni se pierde en un 'instante crítico', mas en el curso de una larga serie de esfuerzos y abandonos. Esta primacía de la virtud, capaz de imponerse en toda circunstancia y de transfigurar toda condición, se afirma por la fe tanto como por la razón».
Otra posible lectura parte de la noción de libertad, según se retrata en el mito. Guthrie advierte que las imágenes míticas y simbólicas dan cuenta de una doctrina subyacente de la necesidad y el libre albedrío. Jaeger postula que se apela al mito justamente con la intención de reparar esa contradicción que la concepción trágica griega tenía de la ἄτη como doble infortunio, uno culpable y otro no. Este autor plantea que el filósofo necesita de una solución interior, que le permita afirmar la profundidad de la responsabilidad humana, la conciencia del deber, a la vez se concilia con la acción de los démones y los dioses que siguen la trama de la necesidad. Stewardt hace uso de las categorías kantianas de noúmeno y fenómeno para explicar la relación entre libertad y circunstancia. Él afirma que la libertad para Platón reside en un existir-ser (in esse) y no en un actuar determinado (in operari). «Ser libre es ser una personalidad en continuo existente, auto afirmándose, electora en su ambiente, que se manifiesta a sí misma en acciones que proceden, de acuerdo con la necesidad natural, de sí misma como situada en el medio que se ha elegido- su propio ambiente natural-el ambiente que es la contrapartida de su propio carácter». Él asevera que es esta libertad como consciencia nouménica de sí mismo (Self) y de la virtud, y no la mera potencialidad de la voluntad manifestada en acciones particulares lo que se ha querido exponer con la elección prenatal. Por otro lado, Droz afirma que «Nuestros destinos, esos 'patrones' de existencia... solo alcanzan, en efecto a los sucesos, las peripecias de una vida. El guion está escrito pero no la manera de interpretar. El instante crítico de la 'elección decisiva' es relativizado... es fundamental elegir bien, pero esta elección tendrá lugar entre los esfuerzos de cada día, en cada instante del presente terrestre».

## El mito y su carácter cosmológico
Guthrie vincula la cosmología del mito de Er a otras elaboraciones de la obra platónica. Principalmente en Fedro y Fedón, dice este autor, aparecen elementos semejantes por ejemplo la alusión al ascenso a la región de los cielos (νῶτον οὐρανοῦ) y la descripción geográfica del mundo de los muertos. Sin embargo Guthrie resalta la sección que él llama «astronómica», particularmente en la descripción del huso de la Necesidad, donde el filósofo expone la estructura del universo según se representa en su sistema, en el cual de manera notable la Tierra ocupa el centro. Asevera el comentarista que por mucho que se considere que el huso sea una imagen o un modelo meramente representativo, «no puede alterar el hecho de que Platón está describiendo la estructura del universo tal y como el concibió en serio que era y deleitándose en ello, como se deleitó, en mayor medida, en el Timeo». Señala además que se da cuenta aquí de una apropiación de las enseñanzas de los pitagóricos, en tanto que: «Ellos dieron explicaciones sobre las órbitas de los planetas, sus distintas velocidades y distancias y las notas armoniosas que emiten en sus giros, lo cual recoge también aquí Platón». Puede agregarse a esto la opinión de Friedländer, para quien «La construcción del mundo concluye la República, el estado educativo, en el cual la astronomía  ha sido puesta como instrumento de educación (...) es propedéutica para la dialéctica (...) su tema no es la colorida variedad de fenómenos celestes, sino las verdaderas velocidades, números, formas, a ser aprehendidas por el pensamiento puro (...) Tal construcción del universo y sus mociones concordante con estrictas proporciones matemáticas (...) es el significado (...) del huso de la Necesidad».
Stewardt por su parte, resalta la imagen del regazo de la Necesidad (Ἀνάγκης γόνασιν) y su uso en el mito. Él hace notar que el autor de la República ha dispuesto en su texto que se ubique su trono bajo una columna luminosa. No se le aparece como casual, sino que esta visualización le permite manifestar la cosmovisión de una Ἀνάγκη que ocupa un lugar central en el universo, en tanto que, según él lee, esta columna es el mismo eje en torno al cual gira el universo. Esto hace eco de ciertas doctrinas pitagóricas y parmenídeas. Estas también hacen referencia a una divinidad que, en el centro del universo, dispone y ordena. Otro aspecto que remarca Stewardt es la mención a la planicie del Olvido (Λήθη), puesto que es un importante punto de divergencia con el mito de Fedón.

### El huso de la Necesidad

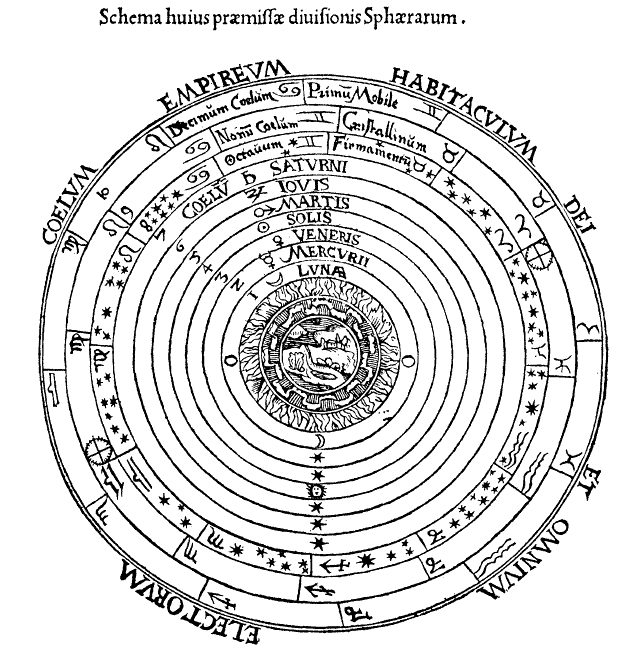
Los cielos clásicos.

El mito habla de «el huso de la Necesidad». El cosmos está representado por el huso acompañado por sirenas y las tres hijas de la diosa Necesidad conocidas colectivamente como las Moiras. Su tarea es mantener el giro del huso. Las Moiras, las sirenas y el huso son utilizados en la República, en parte, para ayudar a explicar cómo los cuerpos celestes giraban alrededor de la Tierra de acuerdo con el entendimiento de Platón de la cosmología y la astronomía.
Colocados en la espira de su huso celeste había ocho «órbitas». Cada una de estas órbitas creaban un círculo perfecto. Platón describe cada «órbita», que, sin duda, representan a los cuerpos conocidos de nuestro sistema solar.
En función de las descripciones de Platón, estas órbitas pueden ser identificadas como las de los planetas clásicos, que se corresponden con las «esferas planetarias» aristotelianas:
- Órbita 8 - Estrellas.
- Órbita 7 - Saturno.
- Órbita 6 - Júpiter.
- Órbita 5 - Marte.
- Órbita 4 - Sol.
- Órbita 3 - Venus.
- Órbita 2 - Mercurio.
- Órbita 1 - Luna.

## El mito y su carácteranagógico
Uno de los puntos más controvertidos es el referente al crédito que Platón da (o no) a sus mitos. La ironía y la alegoría como recursos, la crítica a los poetas, el hecho que varios mitos son puestos en boca de sofistas o personajes similares, la propia forma fabulosa que se aparta de la estructura del diálogo, son elementos que levantan sospecha respecto cómo entender los mitos dentro de las doctrinas de Platón. Por ejemplo, Paul Ricoeur (citado por Droz) afirma que «no hay que buscar en los grandes mitos escatológicos una ampliación de su filosofía (la de Platón) de lo divino...» siendo que forman parte de «este encantamiento que el alma se dirige a sí misma para exhortarse a volverse mejor y cuidarse». El mismo autor si bien apunta que parece que Platón considera muy seriamente estas narraciones, según se desprende de los propios textos, «la finalidad de estos mitos escatológicos sería, en última instancia, ética».
Guardini considera que en Platón, los mitos han perdido cierto carácter de comprensión cósmica del mundo que poseían antes del siglo V, pero que con él recuperan su «gravedad religiosa». Afirma que el mito es «condensación artística de los resultados de la especulación; mejor dicho, de aquello que no puede ser aprendido mediante la especulación, que oscila en torno a él, que lo excede pero está en connivencia con él. Es engendrado por el juego de una fantasía que es responsable ante el Logos filosófico».
Friendländer reconoce de manera similar que las escatologías son los mitos «socrático-platónicos» genuinos, en tanto que «presuponen un análisis conceptual y lo llevan más allá de los límites impuestos por la experiencia y el conocimiento humanos. O, en en un sentido aún más platónico, el mito -como el Logos- no inventado sino descubierto, tiene -de nuevo como el Logos- su propia estructura. Y la mitología cobra sentido solo si puede mostrarse que continúa las líneas argumentales establecidas por el Logos». También apunta que si bien Platón siempre protestó contra la forma puramente alegórica de interpretación de los mitos, sus propias fabulaciones no deben ser leídas literalmente. El logro alcanzado por la mitología es no solo una evocación sentimental, sino una guía al intelecto por medio de la «imaginación intuitiva» que se deja guiar por la tradición en el camino que vuelve inteligible el conocimiento y la obligación en los aspectos misteriosos de la vida.
Grube señala que la inocencia de los dioses ante los destinos humanos, es «la aportación principal del la República a la concepción de los dioses». Este punto es resaltado por Jaeger también, y lo vincula, junto con todo el discurso de Láquesis, a la cultura moral más tradicional griega, que ya en Homero había reconocido que el hombre peca a pesar de las advertencias de los dioses.
Podría incluirse, como elemento que queda representado en el mito, un «testimonio del Ser intemporal» según apunta Goldschmidt. Este autor refiere que en el mito se constata una «ausencia de patetismo», siendo que el periplo de las almas realizan es milenario, a través de innumerables existencias. Aquí el mito sigue la reflexión filosófica, «la dialéctica tiene necesidad del ocio y no acepta ser 'presionada por el agua que corre'. El tiempo y el instante donde se gestan, se condensan y se concluyen los dramas de los poetas y los dramas humanos, hacen nacer la ilusión que la Necesidad ciega prevalece sobre la acción del Bien... La victoria que nos es propuesta no se alcanza ni por una descripción ni por un acto; ella se obtiene como objetivo de pacientes esfuerzos y conduce a un estado, a esa vida calma y serena que llevan las divinidades astrales».